# Campeonato Chileno de Futebol de 1995 - Segunda Divisão
O Campeonato Chileno de Futebol de Segunda Divisão de 1995 foi a 44ª edição do campeonato do futebol do Chile, segunda divisão, no formato "Primera B". Os 16 clubes jogam em turno e returno. Os dois primeiros são promovidos para o Campeonato Chileno de Futebol de 1996. O terceiro e o quarto lugares jogam uma ligilla de promoção com os dois penúltimos colocados (Club de Deportes Regional Atacama e Club Deportivo Huachipato). O último colocado era rebaixado para o Campeonato Chileno de Futebol de 1996 - Terceira Divisão.

## Participantes
| Equipe                               | Cidade                                                   | Região                           | No ano anterior                                                      | Estádio                                       | Capacidade | Títulos        | Participações |
| ------------------------------------ | -------------------------------------------------------- | -------------------------------- | -------------------------------------------------------------------- | --------------------------------------------- | ---------- | -------------- | ------------- |
| Club de Deportes Puerto Montt        | Puerto Montt                                             | Região de Los Lagos              | Décimo Segundo Lugar                                                 | Estádio Regional de Chinquihue                | 5.300      | 0 (não possui) | 13            |
| Club Deportivo Arica                 | Arica                                                    | Região de Tarapacá               | Nono Lugar                                                           | Estádio Carlos Dittborn                       | 10.000     | 1 (1981)       | 14            |
| Audax Club Sportivo Italiano         | La Florida                                               | Região Metropolitana de Santiago | Sétimo Lugar                                                         | Estádio Municipal de La Florida               | 12.000     | 0 (não possui) | 14            |
| Colchagua Club de Deportes           | San Fernando                                             | Região de O'Higgins              | Quarto Lugar                                                         | Estádio Municipal Jorge Silva Valenzuela      | 5.900      | 0 (não possui) | 32            |
| Club de Deportes Unión San Felipe    | San Felipe                                               | Região de Valparaíso             | Décimo Quarto Lugar                                                  | Estádio Municipal de San Felipe               | 18.500     | 1 (1970)       | 22            |
| Club de Deportes Unión La Calera     | La Calera                                                | Região de Valparaíso             | Décimo Quinto Lugar                                                  | Estádio Municipal Nicolás Chahuán Nazar       | 10.000     | 2 (1961, 1984) | 25            |
| Unión Santa Cruz                     | Santa Cruz                                               | Região de O'Higgins              | Sexto Lugar                                                          | Estádio Municipal Joaquín Muñoz García        | 4.500      | 0 (não possui) | 9             |
| Club de Deportes Santiago Wanderers  | Valparaíso                                               | Região de Valparaíso             | Décimo Lugar                                                         | Estádio Elías Figueroa Brander                | 23.000     | 1 (1978)       | 12            |
| Club de Deportes Ñublense            | Chillán                                                  | Região de Bío-Bío                | Décimo Segundo Lugar                                                 | Estádio Bicentenário Municipal Nelson Oyarzún | 12.000     | 1 (1976)       | 29            |
| Club Deportivo Arturo Fernández Vial | Concepción                                               | Região de Bío-Bío                | Terceiro Lugar                                                       | Estádio Municipal de Concepción               | 35.000     | 1 (1982)       | 5             |
| Club de Deportes Ovalle              | Ovalle                                                   | Região de Coquimbo               | Quinto Lugar                                                         | Estádio Municipal de Ovalle                   | 8.000      | 0 (não possui) | 28            |
| Club de Deportes Iquique             | Iquique                                                  | Região de Tarapacá               | Oitavo Lugar                                                         | Estádio Municipal de Iquique                  | -----      | 0 (1979)       | 5             |
| Club de Deportes Melipilla           | Melipilla                                                | Região Metropolitana de Santiago | Décimo Terceiro Lugar                                                | Estádio Municipal Roberto Bravo Santibáñez    | 5.500      | 0 (não possui) | 2             |
| Deportes Linares                     | Linares                                                  | Região de Maule                  | Acesso pelo Campeonato Chileno de Futebol de 1994 - Terceira Divisão | Estádio Fiscal de Linares                     | 7.000      | 0 (não possui) | 32            |
| Club Social de Deportes Rangers      | Talca                                                    | Região de Maule                  | Rebaixado do Campeonato Chileno de Futebol de 1994                   | Estádio Fiscal de Talca                       | 8.324      | 2 (1988, 1993) | 11            |
| Club Deportes Cobresal               | Localidade de El Salvador, na comuna de Diego de Almagro | Região de Atacama                | Rebaixado do Campeonato Chileno de Futebol de 1994                   | Estádio El Cobre                              | 8.000      | 1 (1983)       | 6             |

## Campeão
| Campeão Chileno Segunda Divisão 1994                                  |
| --------------------------------------------------------------------- |
| Club Social y de Deportes Concepción (Concepción) (2º título) Campeão |